# Верхний Карбуш
Ве́рхний Ка́рбуш — деревня в Омском районе Омской области. Входит в Троицкое сельское поселение.

## История
Основана в 1900 году немецкими переселенцами.  Название деревни произошло от названия реки Карбушанка, в прошлом полноводный приток Иртыша.
До 1917 года — в составе Александровской волости Омского уезда Акмолинской области. В советский период деревня входила в состав Сосновского, c 1929 года — Ново-Омского района Сибирского края (c 1930 года — Западно-Сибирского края), с 1935 года — Омского района Омской области.

## Население
| 1920 | 1926 | 1970 | 1979 | 1989 | 2006 | 2010 |
| ---- | ---- | ---- | ---- | ---- | ---- | ---- |
| 97   | ↗144 | ↗210 | ↗223 | ↗389 | ↗497 | ↗505 |
| 2021 |      |      |      |      |      |      |
| ↘494 |      |      |      |      |      |      |

В 1970 году немцы составляли 50 % населения деревни, в 1979 году — 60 %, в 1989 году — 30 %.